# Elsa Löthner Rahmn
Elsa Johanna Löthner Rahmn, född Löthner 21 juni 1872 i Köping, Västmanlands län, död 1933, var en svensk tonsättare, pianist, körledare och organist.

## Biografi
Elsa Löthner föddes 1872 i Köping i Västmanlands län. Hon var dotter till organisten Axel Löthner och Alice Lidman. Hennes far avled 1887. När hon blev 17 år gammal tog hon organistexamen vid Kungliga Musikaliska Akademien i Stockholm och började vikariera som organist i Köpings stadsförsamling. 
Då hon inte enligt lagen hade rätt att få fast anställning förrän vid 21 års ålder, flyttade hon 1890 till Nordamerika. Hon fick då en tjänst i Boston. Löthner studerade på Almon Kincaid Virgils skola i New York och blev där bekant med Virgils utlärningsmetod i pianospel. Metoden bestod i att eleven lärde sig spela piano på ett stumt piano, där man kunde reglera tyngden på tangenterna. Istället för en ljudande ton hördes ett knäppande ljud när man anslog på tangenten. Löthner undervisade i metoden på eget institut och kom att ta med den till Sverige.
År 1892 blev hon organist och körledare i Svenska Lutherska kyrkan i Brockton, Massachusetts. Hon slutade där 1899 och flyttade till Worcester, Massachusetts där hon uteslutande kom att ägna sig åt musikundervisning. Löthner gifte sig med Rahmn.
Löthner blev änka och flyttade 1910 tillbaka till Sverige, där hon bosatte sig i Sankt Matteus församling i Stockholm. Hon arbetade där som organist. Löthner avled 1933.

## Musikverk

### Piano
- Menuett. Utgiven 1891 på Elkan & Schildknecht, Stockholm.[9]

- The fourth of July march. Utgiven i Boston.[10]

- Fluttening Laces, bland tyll och spetsar, op. 15. Utgiven 1902 i Från tonernas värld, Musiktidningens julnummer.[9]

- Furusunds-luft, two step. Utgiven 1908 på Elkan & Schildknecht, Stockholm.[11]

- Pianospelets utveckling. Utgiven 1909 på Skandia, Stockholm.[12]

### Sång och piano
- The Daisy "Oh when do you come". Text av Hildur Löthner.[9]

- The Ellis Island tots "The little ones...". Text av John J. Camara. Utgiven 1914.[13]